# Samuel Franklin Cody

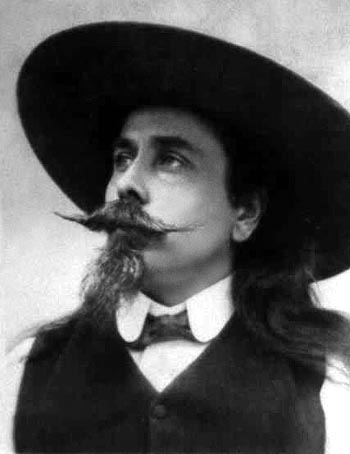
Samuel Franklin Cody

Samuel Franklin Cody, wahrscheinlich aber Samuel Franklin Cowdery (* 6. März 1867 in Davenport, Iowa; † 7. August 1913 über Laffan’s Plain, Aldershot, Südengland, bei einem Flugzeugabsturz) fälschlicherweise bekannt als und verwechselt mit Buffalo Bill, war ein berühmter US-amerikanischer Wildwest-Show-Darsteller und englischer Flugpionier.

## Jugend in den USA
Samuel Franklin Cody, der wahrscheinlich als Samuel Franklin Cowdery geboren wurde, beginnt seine Karriere als Goldsucher, Cowboy und Pferdetrainer. Cody musste schon in jungen Jahren Geld verdienen, da sein Vater im Gefängnis saß und die Familie nicht unterstützen konnte. Als Folge dessen hat er anscheinend nie eine Schule besucht und war damit auch Analphabet. 1880, im Alter von 19 Jahren heiratet er in Pennsylvania die Wildwest-Show-Darstellerin Maud Marie Lee, mit der er zusammen in der Forepaugh Wild West Show auftrat. Zu dieser Zeit nahm er den Familiennamen Cody an, nach seinem Vorbild Buffalo Bill.

## Welcher „Buffalo Bill“?
Samuel Franklin wurde aus folgenden Gründen häufig mit William Frederick „Buffalo Bill“ Cody verwechselt:
- beide traten in Wildwest Shows auf (Samuel als Captain Cody);
- beide hatten eine Vorliebe für Westernkleidung, die sie auch privat gerne trugen;
- beide heißen mit Familiennamen Cody (wobei Cowdery den Familiennamen Cody erst angenommen hat);
- beide stammen (vermutlich) aus Iowa (wobei Cowdery später auch behauptet aus Birdville, Texas zu stammen);
- beide hatten eine gewisse optische Ähnlichkeit.

## Umzug nach Europa (ab 1887)
Mit seiner Wildwest Show zog sowohl „Buffalo Bill“ Cody als auch „Captain“ Cody nach Europa, unklar ist, ob ihn seine Frau begleitet. Mit seiner Wildwestshow, deren Darsteller primär aus Familienmitgliedern bestand, tourte er durch Europa. Auf diesen Reisen lernte er die Engländerin Lela King kennen und lieben. Aus der Verbindung ging 1890 ein Sohn, Leon, hervor. Das Hobby des Jungen, Drachenflug und -bau, brachte Cody dazu, sich näher mit dem Thema zu beschäftigen.

## Drachenbau (ab 1889)

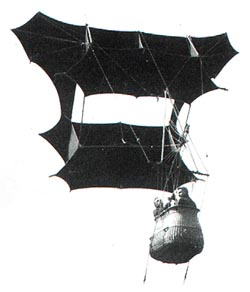
Einer von Codys „Manlifter“

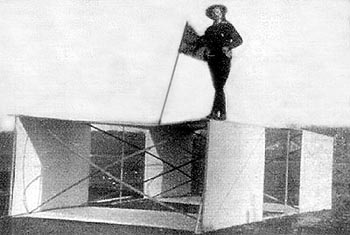
Samuel Franklin Cody auf einem Kastendrachen

Samuel Franklin Cody und Assistent halten eine frühe Version des mankite.

Ab etwa 1889 begann Cody, mit Drachen zu experimentieren (in der Englischen Wikipedia ist nachzulesen, dass Cody bereits in den USA für die Regierung am Blue Hill Observatory, Massachusetts an Drachen gearbeitet hat), und bereits 2 Jahre später ließ er eine um Flügel modifizierte Version von Lawrence Hargrave's Boxkite (Kastendrachen) patentieren. Dieser Drachen wurde später Cody's Mankite genannt, weil er genug Auftrieb entwickelte, um einen Menschen zu tragen. Den Drachen stellte er der Britischen Armee als erhöhten Kriegsbeobachtungsstand oder Aufklärungsposten vor. Er wurde allerdings zu diesem Zeitpunkt abgelehnt. Erst nachdem er eine Ärmelkanalüberquerung mittels eines von Drachen gezogenen Bootes unternommen hatte, wurde das Militär hellhörig und gewährte entsprechende Unterstützung. In der Folge (um 1904/05) machte Cody diverse Versuche zu Lande und zu Wasser, bei der ein Soldat an einem über 1200 Meter langen Seil in eine Höhe von fast 800 Metern gebracht werden konnte. Die Armee übernahm ab 1906 dieses Drachensystem zur Kriegsbeobachtung, Cody erhielt den Offiziersrang und wurde zum Chefkonstrukteur in Farnborough ernannt.

## Flugpionierleistungen
1907 brachte er in Cobham Common mit einem Drachen ein meteorologisches Messgerät auf eine Rekordhöhe von 4268 Metern. Cody unternahm mit dem britischen Armeeflugzeug Nummer 1 ohne Erlaubnis der Armee den ersten Motorflug in England. Dieser erste motorisierte Flug mit einem Fluggerät auf britischem Boden fand am 16. Oktober 1908 auf dem Testgelände am Farnborough Airfield in Farnborough statt. Am 8. September 1909 stieg Cody zu einem 63-minütigem Flug auf. Dabei verbesserte er Louis Blériots offiziellen Weltrekord für Überlandflüge von 25 auf 40 Meilen.

## Entlassung aus dem Militärdienst
Cody verunglückte später mit diesem Flugzeug. Daraufhin beendete die Armee seinen Vertrag und entließ ihn wegen Beschädigung von Staatseigentum. 1912 gewann er mit einer zuvor aus zwei abgestürzten Flugzeugen gebauten Maschine einen britischen Armeewettbewerb.

## Tödlicher Absturz

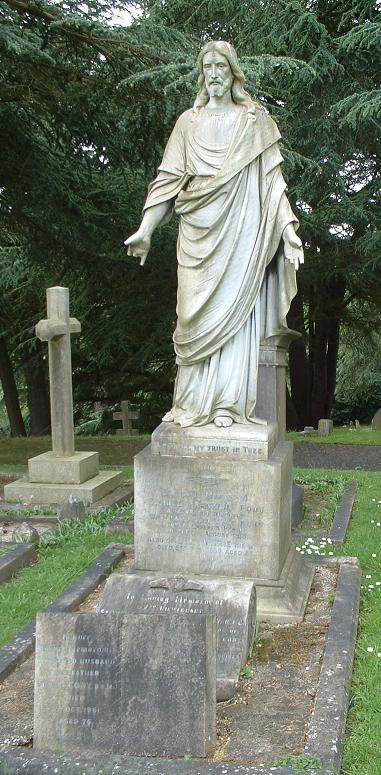
Grab von Samuel Franklin Cody auf dem Aldershot Militärfriedhof

Am 7. August 1913 starb Cody im Alter von 52 Jahren. Er befand sich mit seinem Passagier auf einem Flug mit seiner letzten Erfindung, einem Wasserflugzeug, über Laffan`s Plain (Aldershot, Südengland), als dieses in der Luft auseinanderbrach. Cody wurde in Aldershot, ca. 50 km südwestlich vom Stadtzentrum Londons entfernt, beerdigt.

## Status
Samuel Franklin Cody hat im Vereinigten Königreich in etwa den Status, den ein Otto Lilienthal in Deutschland, oder die Gebrüder Wright in den USA haben.

## Nachweise
1. ↑  www.earlyaviators.com und www.design-technology.org

| Personendaten    | Personendaten                                                                        |
| ---------------- | ------------------------------------------------------------------------------------ |
| NAME             | Cody, Samuel Franklin                                                                |
| ALTERNATIVNAMEN  | Buffalo Bill II; Cowdery, Samuel Franklin (Geburtsname, unsicher)                    |
| KURZBESCHREIBUNG | US-amerikanischer Wildwest-Show-Darsteller und englischer Flugpionier                |
| GEBURTSDATUM     | 6. März 1867                                                                         |
| GEBURTSORT       | Davenport, Iowa, Vereinigte Staaten                                                  |
| STERBEDATUM      | 7. August 1913                                                                       |
| STERBEORT        | Laffan’s Plain, Aldershot, England, Vereinigtes Königreich Großbritannien und Irland |